# Tacuarembó (miasto)

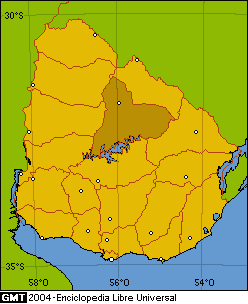
Położenie miasta Tacuarembó w departamencie Tacuarembó

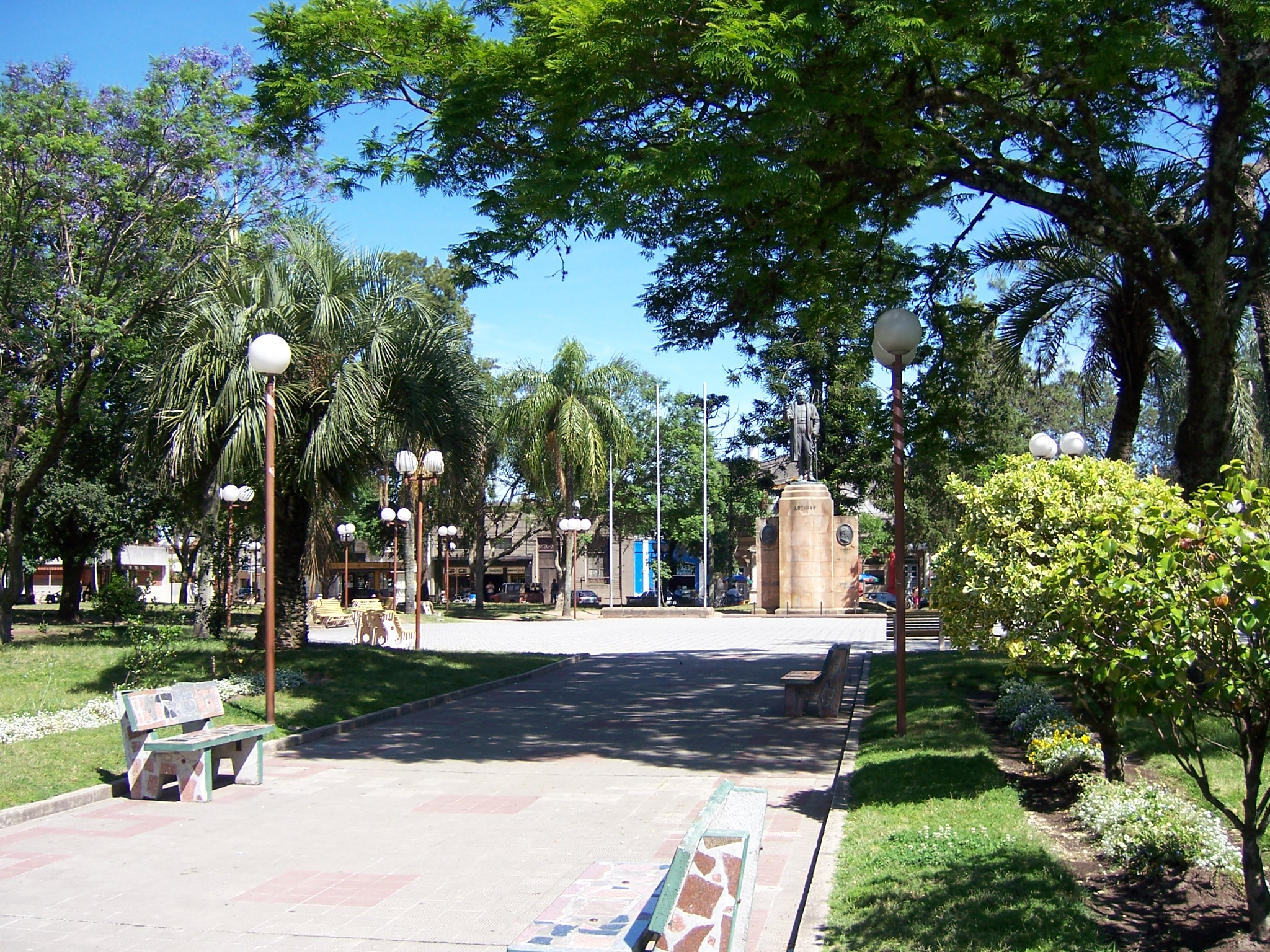
Plaza Artigas w Tacuarembó

Tacuarembó – miasto w północnym Urugwaju, nad rzeką Tacuarembó. Położone jest na wysokości 140 m n.p.m. Ludność: 51,2 tys. (2004). Ośrodek administracyjny departamentu Tacuarembó.
23 stycznia 1820 doszło w tym miejscu do jednej z bitw wojny o niepodległość Urugwaju, bitwy nad Tacuarembó, w której armią urugwajską dowodził generał José Artigas.
Na tym samym miejscu, 27 stycznia 1832, została założona osada San Fructuoso, która 17 czerwca 1912 otrzymała status miasta (ciudad). W tym samym czasie miasto powróciło do dawnej nazwy lokalnej, która w języku guarani oznacza "kiełkującą trzcinę cukrową". Tacuarembó to jedyne miasto Urugwaju noszące nazwę pochodzenia indiańskiego.

## Transport
Miasto położone jest przy linii kolejowej i głównej drodze samochodowej północ-południe łączących stolicę kraju Montevideo z granicznym miastem Rivera. Przebiega tędy również druga ważna trasa drogowa wschód-zachód z Paysandú do Melo. W mieście znajduje się port lotniczy Tacuarembó.